# Mirijam Verena Jeremic

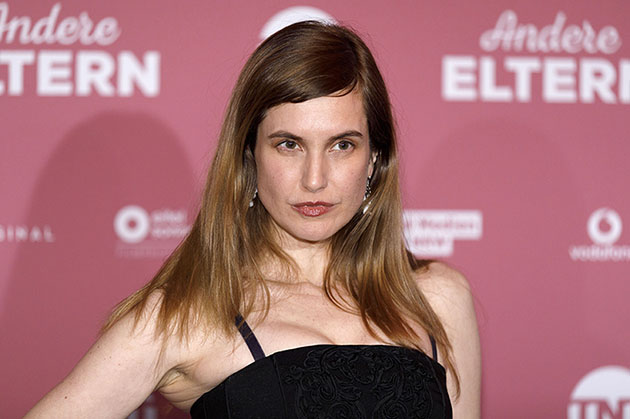
Mirijam Verena Jeremic

Mirijam Verena Jeremic (* 14. Februar 1984 in Berlin) ist eine deutsche Schauspielerin und Künstlerin.

## Leben und Werdegang
Jeremic wuchs in Belgrad bei ihrer deutsch-jugoslawischen Familie auf und absolvierte ihre Schauspielausbildung für Darstellende Künste von 1991 bis 1993 bei DAH Teatar – Internationale Theaterausbildung für Schauspiel und Regie bei Dijana Milošević in Belgrad. Nach der Schauspielausbildung kehrte sie zurück nach Berlin und studierte dort an der Universität der Künste, die sie 2006 mit dem Master abschloss. Im Jahre 2007 nahm sie an Schauspielworkshops von Lena Lessing, Giles Foreman und Paul Miller vom Drama Centre London teil. Bis heute arbeitet sie am Theater, für Film und Fernsehen und stellt ihre Kunst in Berlin und Belgrad aus.
Im Jahre 2011 produzierte sie mit ihrer Independent-Filmproduktionsfirma Fridamovies ihren ersten Kurzfilm Close Enough – Zum Greifen Nah, in dem sie auch die Hauptrolle der Malerin ‚Jasmin‘ übernahm.
Ihre ersten bedeutenden Filmrollen sind ‚Ivona‘ in Great von Andreas Henn, der 2013 für den Max-Ophüls-Preis nominiert wurde und den zweiten Platz beim Publikumspreis des Palm Springs International Short Film Festival 2013 gewann. Aufsehen erregte  sie in der Rolle der ‚Jasmina Lauschevic‘ in der Mockumentary Endlich Deutsch!  vom WDR (Regie: Lutz Heineking jr., Produktion: Eitelsonnenschein), die 2015 für den Grimme-Preis nominiert wurde und für die Lutz Heineking jr. den Preis der Deutschen Akademie für Fernsehen 2015 gewann. Seit dem 19. März 2019 ist Mirijam Verena Jeremic in der aktuellen Mockumentary-Serie Andere Eltern von Lutz Heineking jr. als die skurrile Gothic-Emo-Frau Barbara auf TNT Comedy, zu sehen. Mirijam hat 2024 eine doppelte Auszeichnung für ihren Kurzfilm "Pink City Film" gewonnen beim Hollywood Indie Film Festival als beste Schauspielerin in der Rolle Natalie und für den besten Experimental Film 2024.
Ihre erfolgreiche Ausstellung Snowwhite & the seven dwarfs, eine Arbeit über Masturbation, sorgte 2013 und 2014 für Aufregung auf der Kunstmesse Berlin.
Mit ihrem Partner, dem Schauspieler Oliver Korittke, hat Jeremic eine Tochter. Eine weitere Tochter stammt aus einer früheren Beziehung. Jeremic lebt in Berlin.

## Filmografie (Auswahl)
- 2008: Im Angesicht des Verbrechens Regie: Dominik Graf (Fernsehserie) ARD
- 2009: Die Dreisten Drei Regie: Erik Polls (Fernsehserie) SAT1
- 2011: Close Enough – Zum Greifen Nah – Regie: Alois Knapps (Kurzfilm)
- 2013: Great – Regie: Andreas Henn (Kurzfilm) ARTE/SWR
- 2014: Endlich Deutsch! – Regie: Lutz Heineking jr. (Fernsehserie) WDR
- 2015: Wilsberg: Russisches Roulette – Regie: Martin Enlen (Reihe) ZDF
- 2015: A Dream of a Man with a Light Bulb – Regie: Dimitri Limpert (Kinofilm)
- 2016: Die Ketzerbraut – Regie: Hansjörg Thurn (Fernsehfilm) SAT1
- 2017: Auf der anderen Seite ist das Gras viel grüner – Regie: Pepe Danquart (Kinofilm) ARD
- 2017: Für Umme – Regie: Vlady Valentin Oszkiel (Fernsehserie) Amazon Prime
- 2017: The Midas Touch – Regie: Tilman Borck (Kinofilm)
- 2017: Der Sportpenner – Regie: Florian Mortan (Kinofilm)
- 2018: Pink City Film – Regie: Mirijam Verena Jeremic (Festivalfilm)
- 2018: Herrliche Zeiten – Regie: Oskar Roehler (Kinofilm, Lanas Stimme)
- 2019: Ein Fall für Dr. Abel Tsokos – Zerschunden – Regie: Hansjörg Thurn (Fernsehfilm) SAT1
- 2019: Andere Eltern – Regie: Lutz Heineking jr. (Fernsehserie) TNT Comedy
- 2021: Stand Up! Was bleibt, wenn alles weg ist – Regie: Timo Jacobs (Kinofilm)
- 2021: Los(ge)lassen – Regie: Brigitte Drodtloff (Kinofilm)
- 2024: Pink City Film – Regie: Mirijam verena Jeremic (Kinofilm)

## Theater (Auswahl)
- 2008–2011: Die Schöne des Herrn von Albert Cohen: Compagnie des Artistes et Fous
- 2009–2011: Sokratomania: Compagnie des Artistes et Fous
- 2010: Dunkle Augen der Vergeltung: 100 Grad Festival
- 2010–2015: Splitter der Kristallnacht: Volkstheater Rostock
- 2011: Reigen: Brotfabrik (Berlin)
- 2011–2012: John Gabriel Borkman von Henrik Ibsen: Prater (Berlin) inszeniert von Vegard Vinge
- 2012–2013: Trilogie: Hangar 49
- 2013–2014: 12 Spartenhaus nach Henrik Ibsens Ein Volksfeind: Prater (Berlin) inszeniert von Vegard Vinge
- 2014–2016: Staatgrab: Brotfabrik (Berlin)
- 2014: Berlin die Ratten kommen: Prinzessinnengärten[13]
- 2015: Tartüff: Monbijou Theater
- 2015: Kabarett Kosovo: Monbijou Theater[14]
- 2019: Cyborg City-Odysseus Maschine: PAF Festival Berlin[15]
- 2021: Staaten.Los – Meuterei in der Mitte (Theater Wheels Berlin)[16]
- 2022: Die Dachauer Prozesse (KZ-Gedenkstätte Dachau)[17][18][19][20]